# فرودگاه هاید کانتی
فرودگاه شهرستان هاید (به انگلیسی: Hyde County Airport) یک فرودگاه همگانی است که یک باند فرود آسفالت دارد و طول باند آن ۱۴۳۳ متر است. این فرودگاه در کشور ایالات متحده آمریکا قرار دارد و در ارتفاع ۲٫۴ متری از سطح دریا واقع شده‌است.